# Escola Parque 307/308 Sul
A Escola Parque 307/308 Sul é uma instituição de ensino da rede pública do Governo do Distrito Federal, vinculada à Secretaria de Estado da Educação, que atende ao Ensino Fundamental (anos iniciais). Está localizada na área urbana na RA: I – Plano Piloto SHCS EQS 307/308, na Asa Sul, em Brasília.
Foi construída em 1958 e inaugurada em 20 de setembro de 1960, sendo integrante do conjunto urbanístico da quadra modelo concebido por Lúcio Costa e do Plano Educacional de Brasília criado por Anísio Teixeira. Em 2004 foi tombada como um Patrimônio Cultural do Distrito Federal.

## Projeto e estrutura

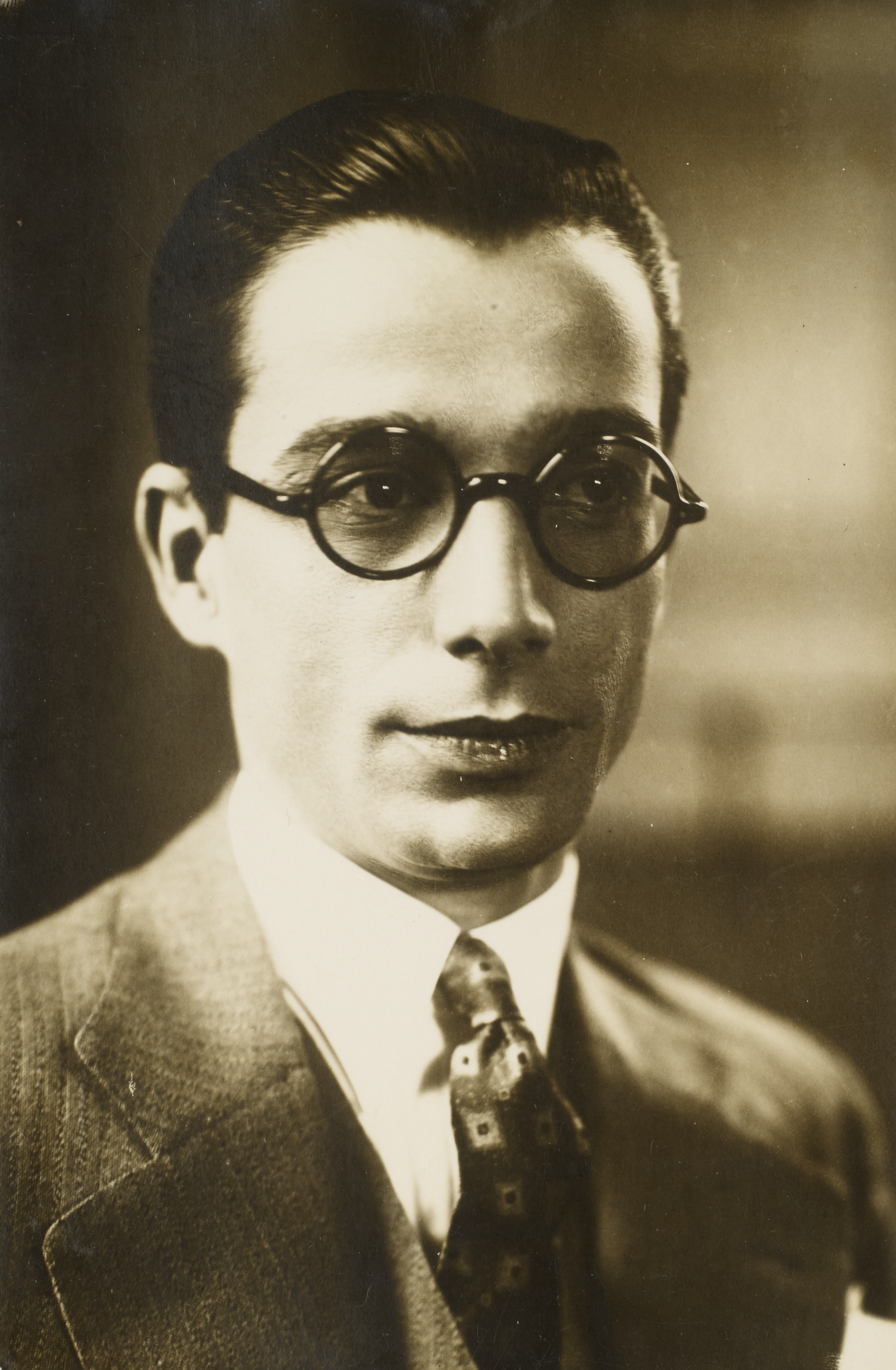
Anísio Teixeira - Idealizador do Plano educacional de Brasília que criou as Escolas-Parque.

Construída em 1958, projetada pelo arquiteto modernista José de Souza Reis, contemporâneo de Lúcio Costa e Oscar Niemeyer, é um exemplar da arquitetura moderna fundamentada nos princípios propostos por Le Corbusier e influenciada pela releitura do movimento no Brasil. O edifício conta com pilotis sustentados por colunas em Y, inicialmente composto por três blocos: o principal com as salas de aula, o do auditório e teatro e o das oficinas. Atualmente, segundo o Projeto Político-Pedagógico/2018, a Escola Parque 308 Sul conta com quatro projeções:
- Bloco 01 - cantina, secretaria, salas variadas;
- Bloco 02 - salas ambientes, biblioteca, audiovisual, laboratório de informática, depósitos de música e teatro;
- Bloco 03 - pavilhão de artes visuais, salas ambientes e sala de coordenação;
- Bloco 04 - teatro, cantina comercial,
- Bloco 05 - quadras poliesportivas, quadra para futsal, piscinas aquecidas, vestiários, pista de atletismo e pista de alto em areia.[5]

## Inauguração e projeto pedagógico

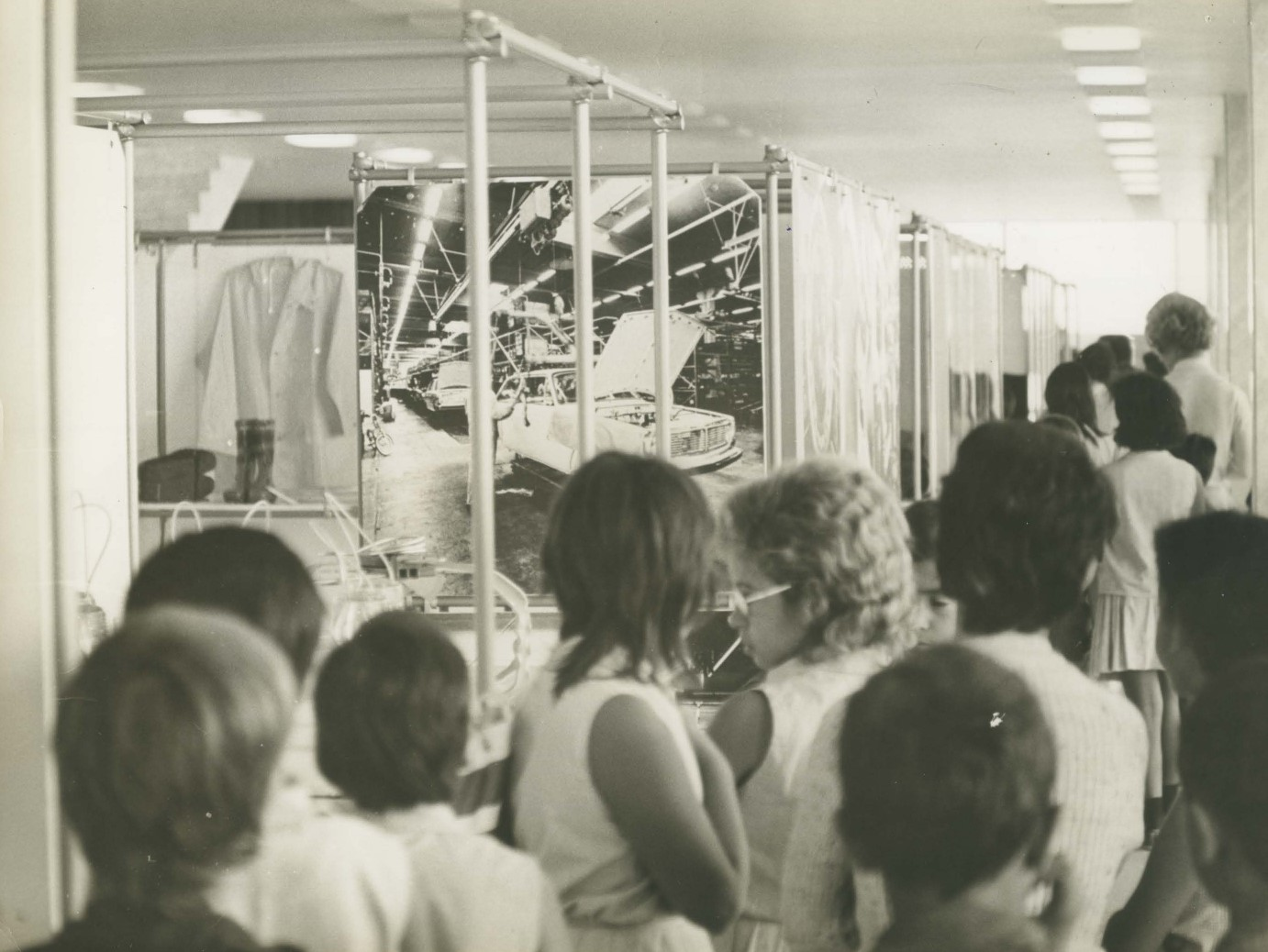
Alunos da Escola-Parque em visita escolar ao Palácio do Buriti.

Mesmo tendo sido construída em 1958, a escola foi inaugurada para a população em 20 de novembro de 1960, do mesmo ano da inauguração da capital. Considerada como instituição modelo no projeto educacional de Anísio Teixeira, as escolas-parque representaram uma síntese dos ideais defendidos por ele. A Escola Parque 307/308 sul foi a única que, de fato, contemplou os aspectos idealizados por Anísio Teixeira, destacadamente nos parâmetros arquitetônicos. 

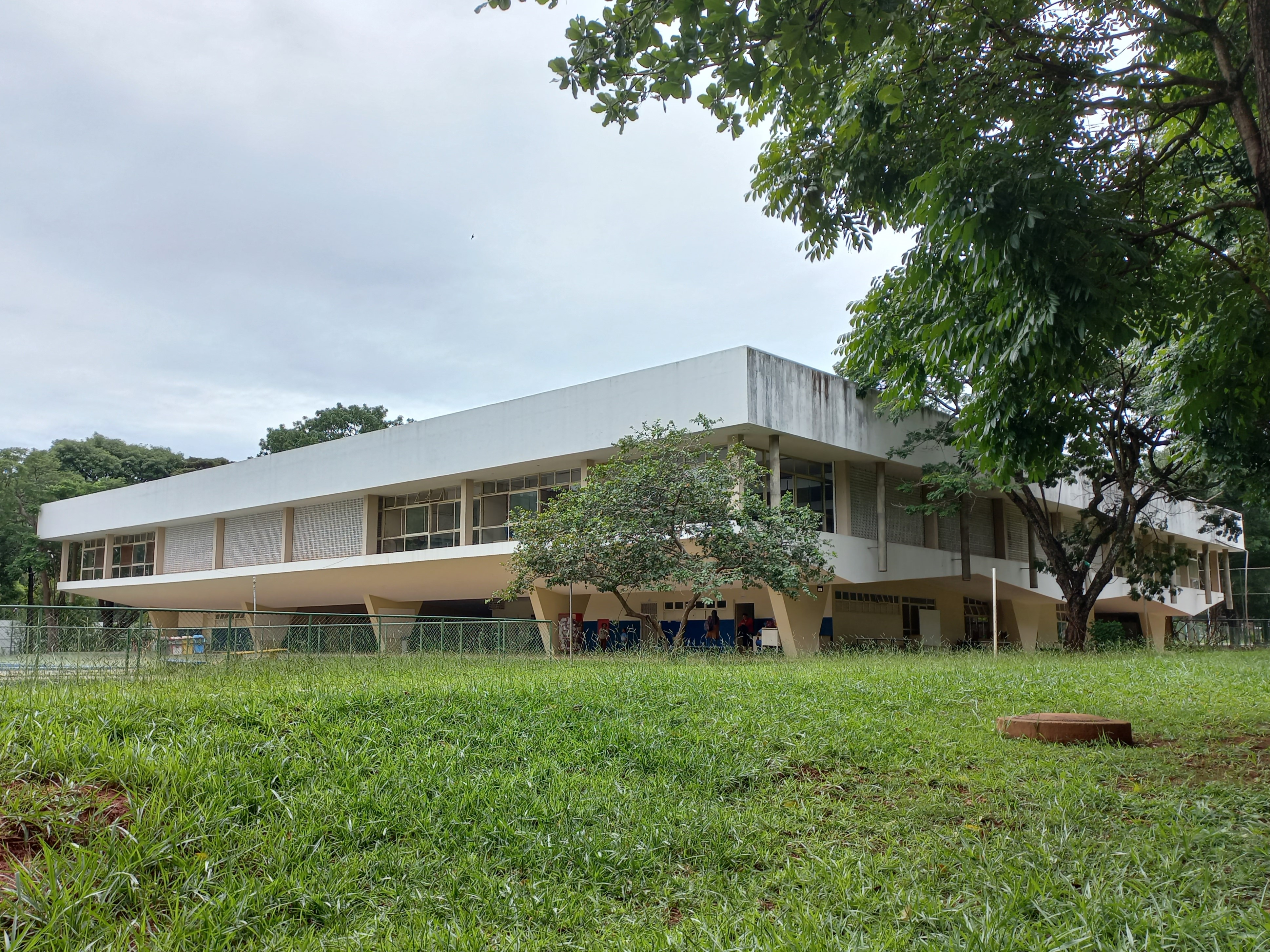
Escola Parque 308 Sul na atualidade

Em seu projeto pedagógico original, a Escola-Parque faria parte de um Plano de Ensino elaborado por Anísio Teixeira para a nova capital em que a educação elementar seria assim oferecida:
- 1 - Jardim de infância - educação de crianças de 4 a 6 anos de idade;
- 2 - Escola-Classe - educação intelectual sistemática de menores de 7 a 12 anos, em cursos completos de seis anos ou séries escolares;
- 3 - Escola-Parque - educação complementar às tarefas das escola-classe, mediante o desenvolvimento artístico, atlético, físico, recreativo da criança ou iniciação ao trabalho, mediante uma rede de instituições ligadas entre si dentro de uma mesma área.[3]

Esse plano educacional desenhado por Teixeira foi registrado no Livro de Registro I – Saberes com o título de Patrimônio Cultural Imaterial do Distrito Federal Ideário Pedagógico de Anísio Teixeira, que foi registrado por meio do Decreto nº 28.093, de 4 de julho de 2007.
Além disso, o Decreto Distrital n.º 24 861, de 4 de agosto de 2004, reconheceu como Patrimônio Cultural do Distrito Federal a Escola-Parque 308 Sul, decretando o tombado do conjunto de suas edificações.

## Galeria

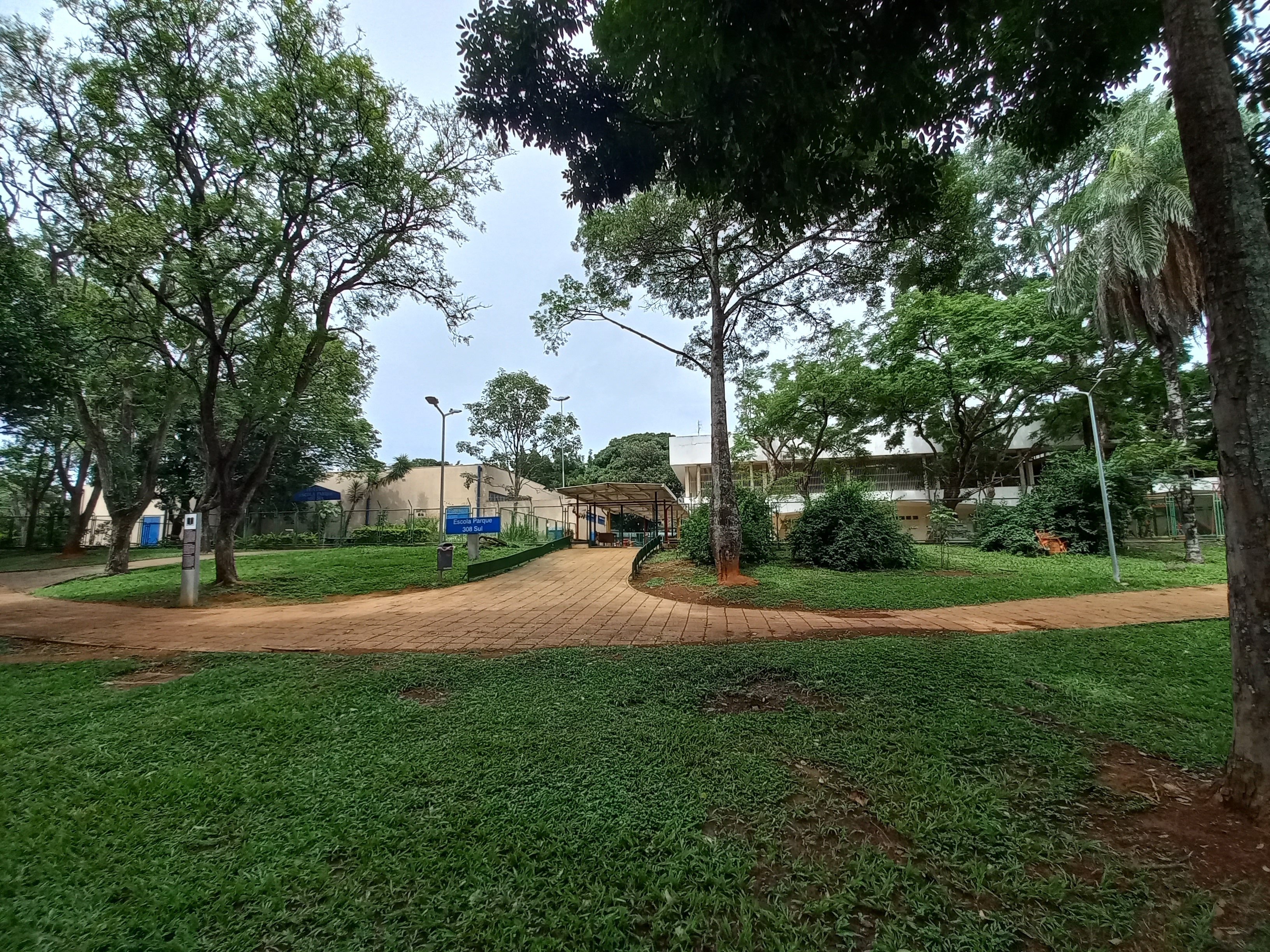
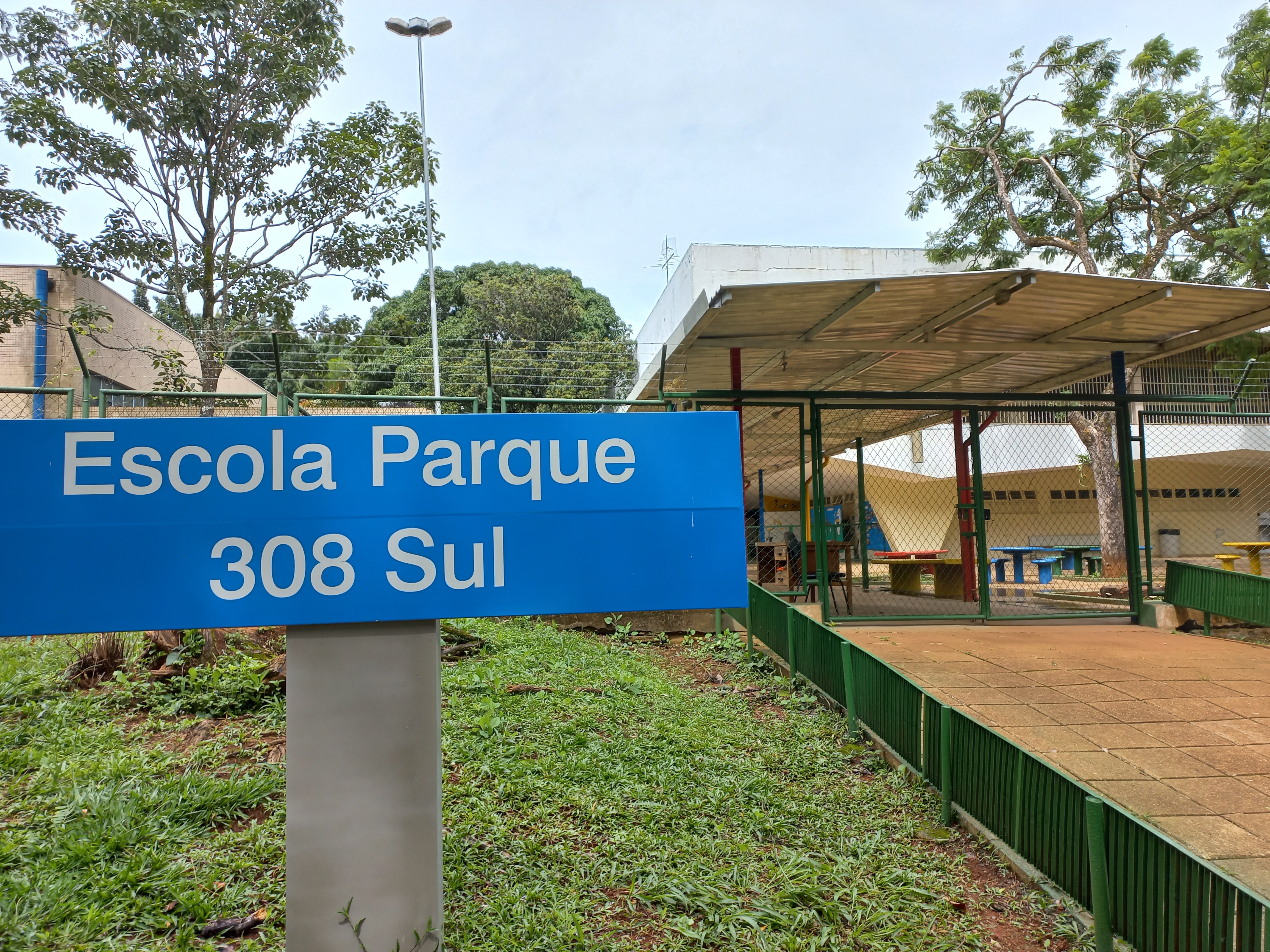
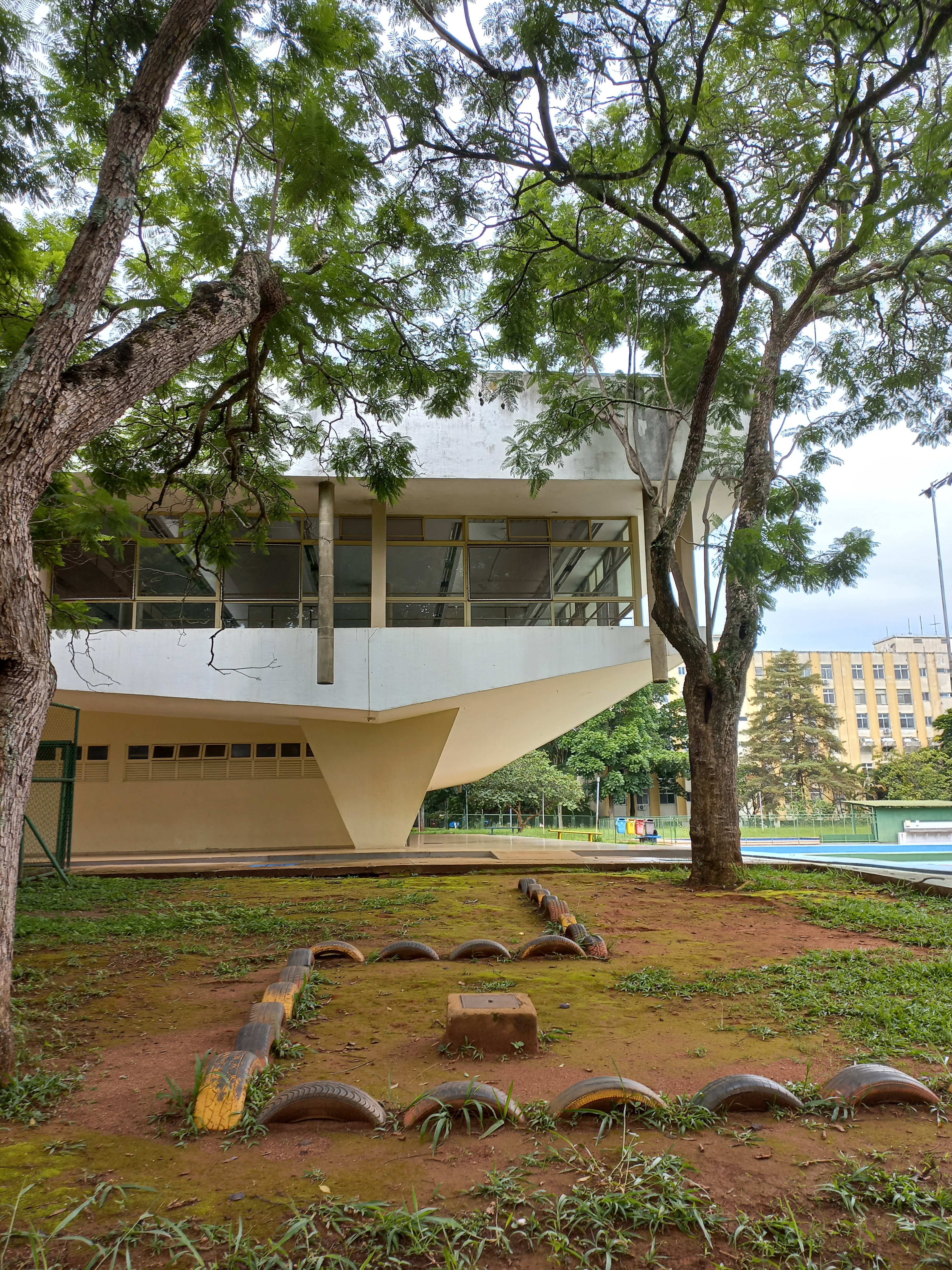
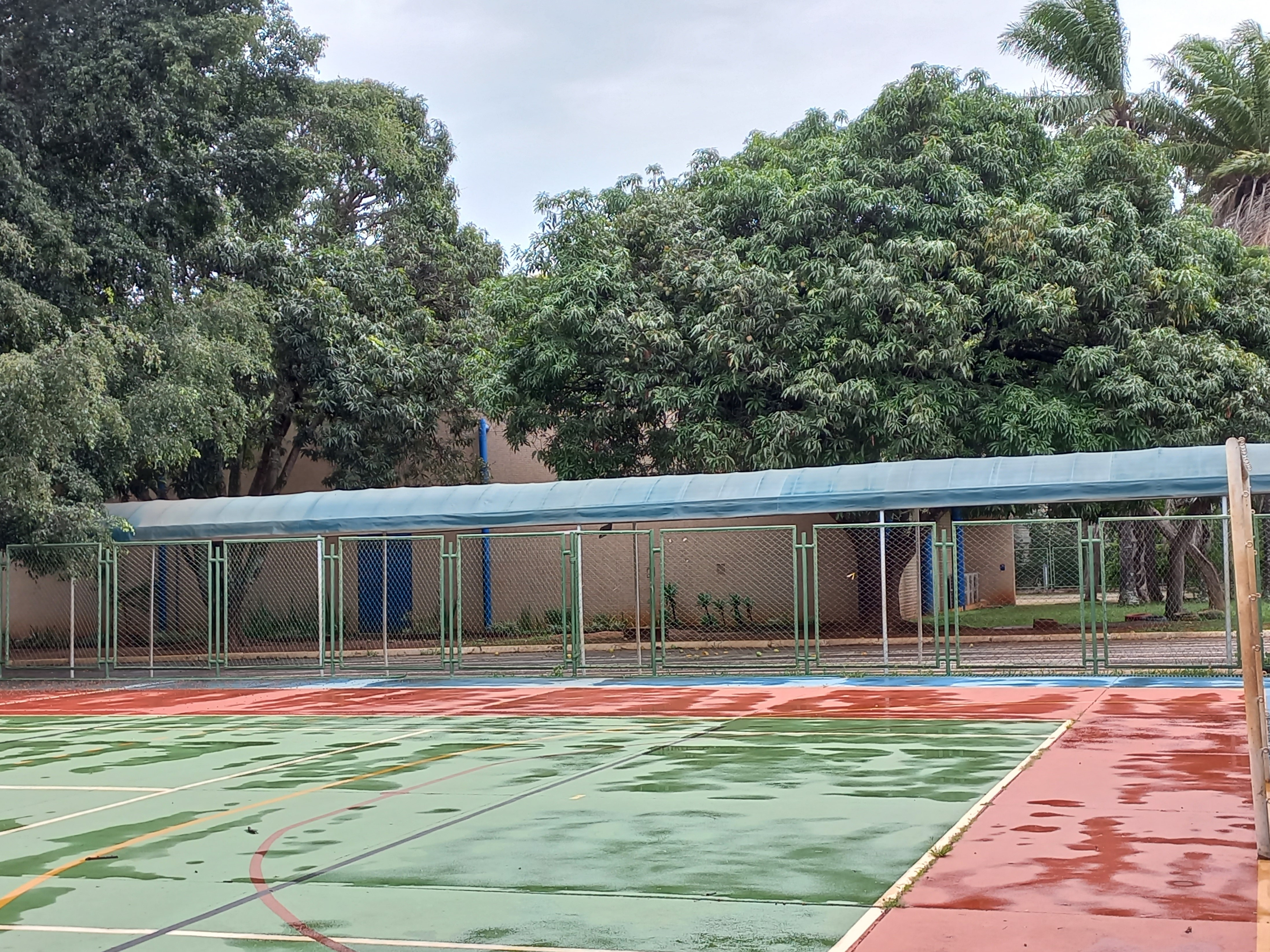
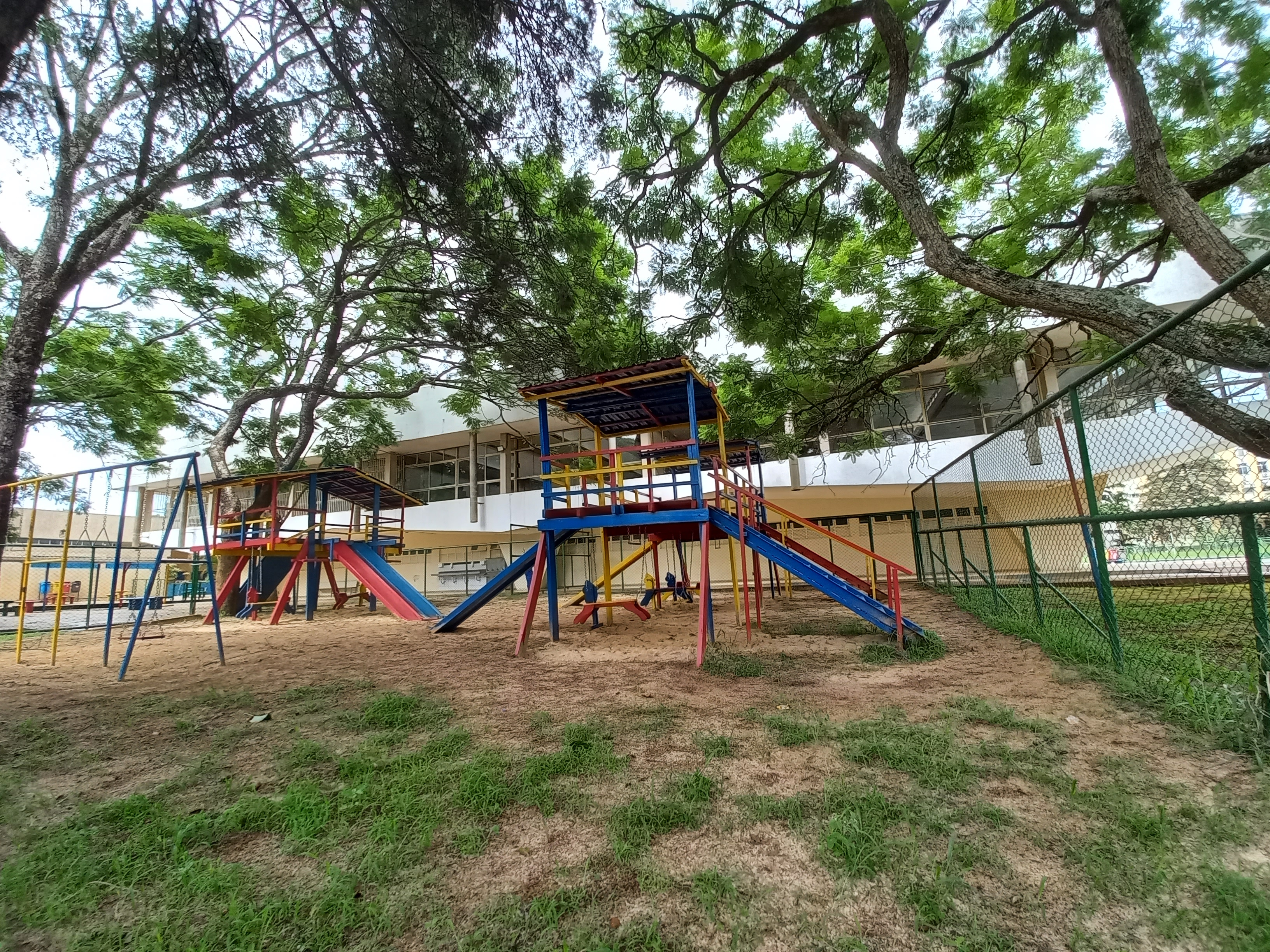